# LANCL1
LANCL1‏ (LanC like 1) هوَ بروتين يُشَفر بواسطة جين LANCL1 في الإنسان.